# 蓬蒂布兰卡
蓬蒂布兰卡是巴西马托格罗索州的一个市镇。总面积687.812平方公里，总人口1787人，人口密度2.6人/平方公里。